# 雪色
雪色，是一種顏色（英文：Snow），是白色之一，是白色略微带亮灰色的色彩。三原色光模式RGB值為(255,250,250)、印刷四分色模式CMYK值為(0,0,0,0)、HSV色彩属性模式值為(0,0,100)。